# Subleuconycta palshkovi
Subleuconycta palshkovi là một loài bướm đêm trong họ Noctuidae.